# You Can’t Get What You Want (Till You Know What You Want)
You Can’t Get What You Want (Till You Know What You Want) ist ein 1984 veröffentlichtes Lied von Joe Jackson aus dem Album Body and Soul. Es wurde als erste Single des Albums veröffentlicht.

## Hintergrund
Das Stück enthält ein Slap-Bass-Spiel von Jacksons langjährigem Bassisten Graham Maby. Maby erinnerte sich: „Für You Can’t Get What You Want auf Body and Soul wollte Joe, dass ich Slap-Bass spielte. Es ist sicherlich nicht eine meiner Stärken, aber ich denke, das Stück ist gut geworden, und es hat Spaß gemacht, es live zu spielen.“

## Rezeption
Das Glide Magazine stufte den Song als Jacksons drittbesten Song ein. Mike DeGagne von AllMusic nannte den Song „explosiv“.
| ChartsChartplatzierungen       | Höchstplatzierung | Wochen |
| ------------------------------ | ----------------- | ------ |
| Vereinigte Staaten (Billboard) | 15 (16 Wo.)       | 16     |
| Vereinigtes Königreich (OCC)   | 77 (2 Wo.)        | 2      |